# Chlamydatus obliquus
Chlamydatus obliquus är en insektsart som först beskrevs av Philip Reese Uhler 1893.  Chlamydatus obliquus ingår i släktet Chlamydatus och familjen ängsskinnbaggar. Inga underarter finns listade i Catalogue of Life.